# كأس الحياة
كأس الحياة ( بالإسبانية : " La Copa de la Vida ") هي أغنية سجلها المغني البورتوريكي ريكي مارتن لألبومه الاستوديو الرابع فويلف (1998)، أنشأ مارتن الأغنية بعد أن طلب منه الفيفا نشيدًا من أجل كأس العالم لكرة القدم 1998.
كتب الأغنية لويس جوميز إسكولار وديزموند تشايلد ودراكو روزا في حين تم انتاجها من قبل الأخيرين، تم إصدارها بواسطة كولومبيا للتسجيلات في 9 مارس 1998 كأغنية ثانية من الألبوم وأصبحت الأغنية الرسمية لكأس العالم 1998 التي أقيمت في فرنسا . أغنية من نوع البوب اللاتينية ذات جذور السامبا الإسبانية ، وهي تحمل رسالة لكرة القدم مع كلمات إيجابية تمامًا.
حظيت الأغنية بتعليقات إيجابية للغاية من نقاد الموسيقى الذين أشادوا بطاقتها وكلماتها. تم تصنيف "The Cup of Life" كأفضل نشيد لكأس العالم على الإطلاق من قبل العديد من المنشورات ، بما في ذلك ذا أتلانتيك و Dallas Observer و مجلة فيدار. إنها أيضًا واحدة من أكثر أغاني مارتن نجاحًا تجاريًا في جميع أنحاء العالم ، حيث تظهر على المخططات في أكثر من 60 دولة ، وتصل إلى المرتبة الأولى في 30 دولة. حصلت على العديد من الشهادات ، بما في ذلك البلاتين في أستراليا وفرنسا. تم توجيه مقاطع الفيديو الموسيقية المصاحبة بواسطة واين إيشام وتم تصويرها خلال حفل موسيقي نفد بالكامل في بورتوريكو.